# Manzanares de Rioja
Manzanares de Rioja é um município da Espanha 
na província e comunidade autónoma de La Rioja, de área 17,91 km² com população de 107 habitantes (2007) e densidade populacional de 5,74 hab/km².

## Demografia
| Variação demográfica do município entre 1991 e 2004 | Variação demográfica do município entre 1991 e 2004 | Variação demográfica do município entre 1991 e 2004 | Variação demográfica do município entre 1991 e 2004 |
| --------------------------------------------------- | --------------------------------------------------- | --------------------------------------------------- | --------------------------------------------------- |
| 1991                                                | 1996                                                | 2001                                                | 2004                                                |
| 147                                                 | 132                                                 | 116                                                 | 102                                                 |